# مونیکا وینرت
 مونیکا وینرت (انگلیسی: Monika Wejnert؛ زادهٔ ۶ آوریل ۱۹۹۲) یک تنیس‌باز اهل استرالیا است.